# Hyperplatys
Hyperplatys is een kevergeslacht uit de familie van de boktorren (Cerambycidae). De wetenschappelijke naam van het geslacht werd voor het eerst geldig gepubliceerd in 1847 door Haldeman.

## Soorten
Hyperplatys omvat de volgende soorten:
- Hyperplatys argentina (Berg, 1889)
- Hyperplatys argus (Bates, 1872)
- Hyperplatys aspersa (Say, 1824)
- Hyperplatys californica Casey, 1891
- Hyperplatys cana (Bates, 1863)
- Hyperplatys femoralis Haldeman, 1847
- Hyperplatys griseomaculata Fisher, 1926
- Hyperplatys maculata Haldeman, 1847
- Hyperplatys montana Casey, 1913
- Hyperplatys pardalis (Bates, 1881)
- Hyperplatys pusilla (Bates, 1863)